# Knut Hansson
Knut « Buckla » Hansson (né le 9 mai 1911 et mort le 10 février 1990) est un joueur international de football suédois, qui jouait au poste d'attaquant.

## Carrière
Hansson joue au Landskrona BoIS en Allsvenskan et en Division II. L'attaquant y passe pas moins de 20 saisons. Il marque en tout 154 et finit deuxième meilleur buteur pendant une période derrière John Nilsson.
Avec l'équipe de Suède, il est convoqué pour participer à la coupe du monde 1938.